# Le Bessat
Le Bessat là một xã trong tỉnh Loire miền trung nước Pháp.